# 北朝鲜劳动党
北朝鮮劳动党（：／ Pukchosŏn Rodongdang ?）是朝鲜半岛历史上的一个共产主义政党。
1946年7月，北朝鮮共产党与朝鮮新民党合并为北朝鮮劳动党。同年8月28日—30日，在平壤召开北朝鲜劳动党第一次代表大会。同年8月31日，北朝鲜劳动党一届一中全会召开，选举延安派的金枓奉为中央委员会委员长，游击队派的金日成和国内派的朱宁河为中央委员会副委员长，国内派的金镕范为中央检阅委员会委员长。
1948年8月，北朝鮮劳动党和南朝鮮劳动党联合建立了以金日成为首的南北朝鮮劳动党联合中央委员会。1949年6月30日，北朝鮮劳动党和南朝鮮劳动党最终合并为朝鮮劳动党。